# 白露塘镇
白露塘镇，是中华人民共和国湖南省郴州市苏仙区下辖的一个乡镇级行政单位。

## 行政区划
白露塘镇下辖以下地区：
白露塘社区、神合堂社区、区苗圃社区、区农垦场社区、柿竹园社区、红旗社区、秧溪村、雅市村、金田村、仙溪冲村、塘湾村、竹园村、香山坪村、坪田村、板桥村、珠江桥村、白露塘村、柿竹园村、东波村和有色金属产业园社区。